# Монброн (кантон)
Монбро́н (фр. Montbron) — кантон во Франции, находится в регионе Пуату — Шаранта, департамент Шаранта. Входит в состав округа Ангулем.
Код INSEE кантона — 1619. Всего в кантон Монброн входят 14 коммун, из них главной коммуной является Монброн.
Население кантона на 2007 год составляло 6 935 человек.
Коммуны кантона:
- Вутон
- Грассак
- Мартон
- Мензак
- Монброн
- Орждёй
- Рузед
- Сен-Жермен-де-Монброн
- Сен-Сорнен
- Суфриньяк
- Фёйад
- Шарра
- Эймутье
- Экюра